# Nephodia organa
Nephodia organa är en fjärilsart som beskrevs av Druce 1893. Nephodia organa ingår i släktet Nephodia och familjen mätare. Inga underarter finns listade i Catalogue of Life.